# (15091) Howell
(15091) Howell (1999 CM136) – planetoida z pasa głównego asteroid okrążająca Słońce w ciągu 5,81 lat w średniej odległości 3,23 j.a. Odkryta 9 lutego 1999 roku.